# Heljareyga

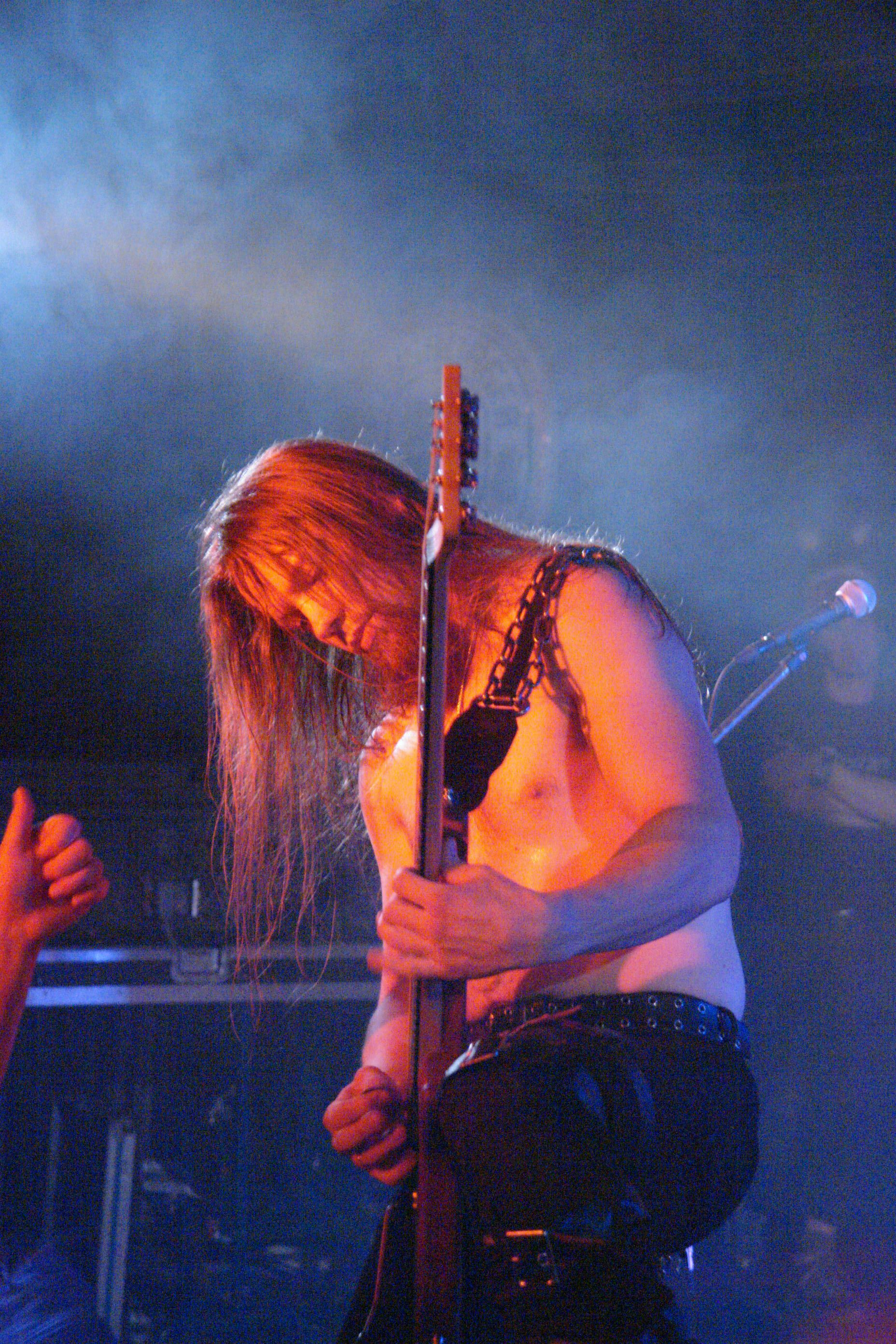
Heri Joensen (2007)

Heljareyga ist ein Soloprojekt des Gitarristen und Sängers Heri Joensen, Mitglied der färöischen Folk-Metal-Band Týr.

## Bandgeschichte
Als Begründung für dieses Soloprojekt gibt Joensen an, er wolle mit Heljareyga epischere und progressivere Musik spielen, und dabei trotzdem dem Stil von Tyr treu bleiben. Die Lieder sind alle auf Färöisch verfasst.
Am 12. Februar 2010 wurde das Debütalbum Heljareyga im deutschen Kohlekeller Studio von Kristian Kohlmannslehner produziert und auf dem färöischen Label Tutl veröffentlicht. Es steht im Internet legal zum Download zur Verfügung. Seit dem 29. Oktober 2010 ist das Album auch als CD erhältlich. Es wird unter anderem von EMP und Amazon vertrieben. Das Label Black Bards Entertainment, bei der auch Ingrimm unter Vertrag steht vertreibt das Album in ganz Europa. Im April 2011 wird man Gernotshagen, Kromlek, Skyforger, Northland und Nothgard auf der Black Trolls Over Europe Tour begleiten.

## Name
Der Name Heljareyga stammt aus dem Altnordischen und bedeutet in etwa „Höllenauge“. Unter dem gleichen Namen ist eine Naturerscheinung auf den Färöern bekannt, von der berichtet wurde, es handele sich um den nordischen Todesgott, der in den Himmel schaue.

## Diskografie
- Heljareyga (2010)